# 北海道村
株式会社北海道村（ほっかいどうむら）は、かつて北海道小樽市で食品製造業（製菓・製パン・製麺）を営んでいた企業。2013年2月倒産。

## 沿革
- 1975年 - 北海道札幌市にて株式会社ジョリー・ル・パンを設立。
- 1978年 - 小樽市銭函に本社・工場を移設。
- 2007年 - 2006年に事業停止した「池田製菓株式会社」の菓子製造事業を継承。
- 2009年3月 - 1914年（大正3年）創業の「株式会社梅屋」を子会社化[1]。
- 2013年2月25日 - 事業停止倒産。負債総額は北海道村が約20億円、グループ会社の北海道エスケープロダクツが約10億円で、合計で約30億円。

## 主な商品
北海道村ブランド
- 北海道村ミルクプリン
- 食感満足シリーズ
  - きたのメロンゼリー
  - ふらのメロンゼリー
  - 余市りんごのほっぺ使用りんごゼリー
  - 北海道マンゴーゼリー
  - ジューシー白桃ゼリー
- どでかプリン（サークルKサンクス専売品）
- 北海道どでかプリン（サークルKサンクス専売品）
- でっかいプリンシリーズ
  - でっかいカスタードプリン
  - でっかいチョコレートプリン

バンビブランド - 池田製菓（池田バンビ）より継承。
- バンビミルクキャラメル
- とうきびチョコレート

ラーメンブランド
- 北海道ラーメン

酪農ブレッドブランド
- 北海道ミルクパン

## 梅屋
株式会社梅屋（うめや）は、旭川市を拠点とする製菓メーカー。菓子処「梅屋」を展開する。

### 概要
販売エリアは、旭川市・名寄市・札幌市。和菓子店として、1914年に創業。現在は、洋菓子（ケーキ）店の「梅屋」として知られる。2009年に北海道村の子会社になり、倒産後は三慶グループに譲渡され現在も存続している。

### 主な製品
和菓子・洋菓子
- 梅屋シュークリーム
- 旭山動物園シリーズ

## 池田製菓
池田製菓株式会社（いけだせいか）は、かつて北海道小樽市花園で創業していた製菓メーカー。販売エリアは、北海道全域。菓子ブランド「池田バンビ」でも知られる。1922年創業、2003年に倒産。

### 概要
- キャラクター・ブランドの「池田バンビ」は、映画「バンビ」からであり、1952年（昭和27年）にウォルトディズニー社から商標権の使用許可を取得した経緯がある。
- 当時のキャッチコピーは、「池田バンビのおいしいお菓子」。

### 沿革
- 1922年 小樽市花園に前身会社の台湾産バナナの「バナナ問屋」を企業。
- 1948年 社名を「池田食品工業有限会社」に変更。
- 1951年 株式を取得し、社名を「池田製菓株式会社」に変更。
- 1951年 キャラメルの製造を開始。
- 1952年 「バンビ」の使用許可を取得、「池田バンビ」ブランドを立ち上げる。
- 2002年 「バンビミルクキャラメル復刻版」が販売。
- 2003年 倒産。株式会社北海道村に製菓事業を譲渡。

### かつての主な製品
- バンビミルクキャラメル
- 豆菓子（ピーナッツ・七福豆・うぐいす豆など）

## 事業所

### 北海道村
本社
- 北海道小樽市銭函3丁目517-5

工場
- 北海道小樽市銭函3丁目512-21

営業所
- 東京出張所 東京都台東区上野5丁目21-3

店舗
- バンビショップ 北海道小樽市稲穂2丁目14-12

## 関連会社
- 株式会社十勝正直村（食品製造業）
- 株式会社北海道エスケープロダクツ（インターネットストア運営）「いいもの北海道」

### 梅屋
- 株式会社梅屋（菓子製造・販売）

本社・工場
- 北海道旭川市高砂台2丁目2-11

店舗
- 本店 旭川市高砂台2丁目2-11
- 旭川西武店 旭川市宮下通8丁目
- イオン旭川春光店 旭川市春光町10丁目
- ウエスタン川端店 旭川市川端7条10丁目
- コープさっぽろツインハープ店 旭川市旭神3条5丁目
- イオン名寄SC店 名寄市徳田80-1
- イオン旭川永山店 旭川市永山3条12丁目2-11
- 丸井今井札幌本店 札幌市中央区南1条西2丁目
- イトーヨーカドーすすきの店 札幌市中央区南4条西4丁目
- 札幌エスタ店 札幌市中央区北5条西5丁目
- ダイエー東札幌店 札幌市白石区東札幌3条2丁目1